# Europese PGA Tour 1999
De Europese PGA Tour 1999 was het 28ste seizoen van de Europese PGA Tour en bestond uit 42 toernooien.
Dit seizoen stond er acht nieuwe toernooien op de kalender: het Maleisisch Open, het Estoril Open, de West of Ireland Golf Classic, de Scotish PGA Championship, het Sarazen World Open en drie World Golf Championships (Matchplay, Invitational en Championship). Het Cannes Open en het Open Novotel Perrier verdwenen van de kalender.
Het prijzengeld van de drie Amerikaanse Major Championships (Masters Tournament, US Open en US PGA Championship) zullen vanaf dit seizoen voortaan meetellen voor de "Order of Merit".

## Kalender
| Data  | Data  | Toernooi                                          | Baan                                | Land             | Winnaar              | Score     | Info                                         |
| ----- | ----- | ------------------------------------------------- | ----------------------------------- | ---------------- | -------------------- | --------- | -------------------------------------------- |
| 14-01 | 17-01 | South African PGA Championship                    | Houghton Golf Club                  | Zuid-Afrika      | Ernie Els            | 273 (-15) |                                              |
| 21-01 | 24-01 | Mercedes-Benz - Vodacom South African Open        | Stellenbosch Golf Club              | Zuid-Afrika      | David Frost          | 279 (-5)  |                                              |
| 28-01 | 31-01 | Heineken Classic                                  | The Vines Golf & Country Club       | Australië        | Jarrod Moseley       | 274 (-14) |                                              |
| 04-02 | 07-03 | Benson and Hedges Malaysian Open                  | Saujana Golf & Country Club         | Maleisië         | Gerry Norquistl      | 280 (-8)  | Nieuw toernooi                               |
| 11-02 | 14-02 | Dubai Desert Classic                              | Dubai Creek Golf & Yacht Club       | V.A.E.           | David Howell         | 275 (-13) |                                              |
| 17-02 | 20-02 | Qatar Masters                                     | Doha Golf Club                      | Qatar            | Paul Lawrie          | 268 (-20) |                                              |
| 24-02 | 28-02 | WGC - Andersen Consulting Match Play Championship | La Costa Resort & Spa               | Verenigde Staten | Jeff Maggert         | -         | Nieuw toernooi                               |
| 04-03 | 07-03 | Portuguese Open                                   | Le Meridien Penina Golf & Resort    | Portugal         | Van Phillips         | 276 (-12) |                                              |
| 11-03 | 14-03 | Turespaña Masters                                 | Parador de Málaga Golf              | Spanje           | Miguel Jiménez       | 264 (-24) |                                              |
| 25-03 | 28-03 | Madeira Island Open                               | Clube de Golf Santo da Serra        | Portugal         | Pedro Linhart        | 276 (-12) |                                              |
| 08-04 | 11-04 | Masters Tournament                                | Augusta National Golf Club          | Verenigde Staten | José María Olazábal  | 280 (-8)  |                                              |
| 15-04 | 18-04 | Estoril Open                                      | Penha Longa Golf Club               | Portugal         | Jean François Remesy | 286 (-2)  | Nieuw toernooi                               |
| 22-04 | 25-04 | Peugeot Open de España                            | Real Club de Golf El Prat           | Spanje           | Jarmo Sandelin       | 267 (-21) |                                              |
| 29-04 | 02-05 | Fiat and Fila Italian Open                        | Circolo Golf Torino - La Mandria    | Italië           | Dean Robertson       | 271 (-17) |                                              |
| 06-05 | 09-05 | Novotel Perrier Open de France                    | Golf du Médoc                       | Frankrijk        | Retief Goosen        | 272 (-12) |                                              |
| 13-05 | 16-05 | Benson & Hedges International Open                | The Oxfordshire Golf Club           | Engeland         | Colin Montgomerie    | 273 (-15) |                                              |
| 21-05 | 24-05 | Deutsche Bank Open TPC of Europe                  | Golf Club St. Leon-Rot              | Duitsland        | Tiger Woods          | 273 (-15) |                                              |
| 28-05 | 31-05 | Volvo PGA Championship                            | The Wentworth Club                  | Engeland         | Colin Montgomerie    | 270 (-18) |                                              |
| 03-06 | 06-06 | Compass Group English Open                        | Marriott Forest of Arden G & CC     | Engeland         | Darren Clarke        | 268 (-20) |                                              |
| 10-06 | 13-06 | German Open                                       | Sporting Club Berlin Scharmützelsee | Duitsland        | Jarmo Sandelin       | 274 (-14) |                                              |
| 17-06 | 20-06 | Moroccan Open                                     | Royal Golf Club Agadir              | Marokko          | Miguel Ángel Martín  | 276 (-12) |                                              |
| 17-06 | 20-06 | US Open                                           | Pinehurst Resort #2                 | Verenigde Staten | Payne Stewart        | 279 (-1)  |                                              |
| 24-06 | 27-06 | Compaq European Grand Prix                        | Slaley Hall Golf Course             | Engeland         | David Park           | 274 (-14) |                                              |
| 01-07 | 04-07 | Murphy's Irish Open                               | Druids Glen Golf Club               | Ierland          | Sergio García        | 268 (-16) |                                              |
| 07-07 | 10-07 | Loch Lomond World Invitational                    | Loch Lomond Golf Club               | Schotland        | Colin Montgomerie    | 268 (-16) |                                              |
| 15-07 | 18-07 | The Open Championship                             | Carnoustie Golf Links               | Schotland        | Paul Lawrie          | 290 (+6)  |                                              |
| 22-07 | 25-07 | TNT Dutch Open                                    | Hilversumsche Golf Club             | Nederland        | Lee Westwood         | 269 (-15) |                                              |
| 30-07 | 02-08 | Smurfit European Open                             | The K Club Golf Resort              | Ierland          | Lee Westwood         | 271 (-17) |                                              |
| 05-08 | 08-08 | Scandinavian Masters                              | Barsebäck Golf & Country Club       | Zweden           | Colin Montgomerie    | 268 (-20) |                                              |
| 12-08 | 15-08 | US PGA Championship                               | Medinah Country Club                | Verenigde Staten | Tiger Woods          | 277 (-11) |                                              |
| 12-08 | 15-08 | West of Ireland Golf Classic                      | Galway Bay Golf Resort              | Ierland          | Costantino Rocca     | 276 (-12) | Nieuw toernooi Alternatief voor de US PGA    |
| 19-08 | 22-08 | BMW International Open                            | Golfclub München Eichenried         | Duitsland        | Colin Montgomerie    | 268 (-20) |                                              |
| 26-08 | 29-08 | WGC - NEC Invitational                            | Firestone Country Club              | Verenigde Staten | Tiger Woods          | 270 (-10) | Nieuw toernooi                               |
| 27-08 | 30-08 | Scottish PGA Championship                         | The Gleneagles                      | Schotland        | Warren Bennett       | 282 (-6)  | Nieuw toernooi Alternatief voor de "WGC-NEC" |
| 02-09 | 05-09 | Canon European Masters                            | Golf Club Crans-sur-Sierre          | Zwitserland      | Lee Westwood         | 270 (-14) |                                              |
| 09-09 | 12-09 | Victor Chandler British Masters                   | Woburn Golf Club                    | Engeland         | Bob May              | 269 (-19) |                                              |
| 16-09 | 19-09 | Trophée Lancôme                                   | Golf de Saint-Nom-la-Bretèche       | Frankrijk        | Pierre Fulke         | 270 (-14) |                                              |
| 24-09 | 26-09 | Ryder Cup                                         | The Country Club Brookline          | Verenigde Staten | Verenigde Staten     | 14½ - 13½ | Teamevenement                                |
| 30-09 | 03-10 | Linde German Masters                              | Golf Club Gut Lärchenhof            | Duitsland        | Sergio García        | 277 (-11) |                                              |
| 07-10 | 10-10 | Alfred Dunhill Cup                                | St Andrews Links                    | Schotland        | Spanje               | -         | Teamevenement                                |
| 14-10 | 17-10 | Cisco World Match Play Championship               | The Wentworth Club                  | Engeland         | Colin Montgomerie    | -         |                                              |
| 14-10 | 17-10 | Sarazen World Open                                | PGA Golf de Catalunya               | Spanje           | Thomas Bjørn         | 273 (-15) | Nieuw toernooi                               |
| 21-10 | 24-10 | Belgian Open                                      | Royal Zoute Golf Club               | België           | Robert Karlsson      | 272 (-12) |                                              |
| 28-10 | 31-10 | Volvo Masters                                     | Montecastillo Golf Resort           | Spanje           | Miguel Ángel Jiménez | 269 (-19) |                                              |
| 04-11 | 07-11 | WGC - American Express Championship               | Club de Golf Valderrama             | Spanje           | Tiger Woods          | 278 (-6)  | Nieuw toernooi                               |
| 18-11 | 21-11 | World Cup of Golf                                 | The Mines Resort & Golf Club        | Maleisië         | Verenigde Staten     | -         | Teamevenement                                |

## Order of Merit
De Order of Merit wordt gebaseerd op basis van het verdiende geld.
| Rang | Speler               | Land          | Prijzengeld (£) |
| ---- | -------------------- | ------------- | --------------- |
| 1    | Colin Montgomerie    | Schotland     | 1.822.880       |
| 2    | Lee Westwood         | Engeland      | 1.320.805       |
| 3    | Sergio García        | Spanje        | 1.317.693       |
| 4    | Miguel Ángel Jiménez | Spanje        | 1.148.290       |
| 5    | Retief Goosen        | Zuid-Afrika   | 1.059.985       |
| 6    | Paul Lawrie          | Schotland     | 901.453         |
| 7    | Pádraig Harrington   | Ierland       | 855.163         |
| 8    | Darren Clarke        | Noord-Ierland | 731.291         |
| 9    | Jarmo Sandelin       | Zweden        | 629.132         |
| 10   | Ángel Cabrera        | Argentinië    | 622.852         |